# HD236471
HD236471 є хімічно пекулярною зорею
спектрального класу
B5 й має видиму зоряну величину в
смузі V приблизно  9.6.
.

## Пекулярний хімічний вміст
Зоряна атмосфера HD236471 має підвищений вміст Si.